# Planimetro
Il planimetro è lo strumento che consente la misurazione dell'area di una figura piana disegnata in scala. Era molto usato in tutte le applicazioni tecnico-scientifiche che richiedono la misurazione di un'area irregolare, dalla biomedicina all'ingegneria, alla topografia fino alla misurazione delle pellicce. In matematica, poiché la misurazione di un'area è equivalente al calcolo di un integrale, veniva utilizzato per il calcolo numerico delle soluzioni di equazioni differenziali.

La sua forma più diffusa, il planimetro polare, può essere considerata un'applicazione delle formule di Green, che permettono di calcolare una funzione legata alla superficie (in questo caso l'area) valutando, lungo il contorno della superficie stessa, l'integrale curvilineo di una funzione collegata.
Vengono tuttora prodotti dei planimetri in cui il meccanismo di misurazione può essere sia tradizionale (meccanico) che elettronico-digitale. Però, negli ultimi anni, il loro uso sta declinando e viene sempre più sostituito da tecniche di grafica computazionale applicata ad immagini digitalizzate.
I planimetri possono essere classificati in due grandi famiglie:
- geometrici, ossia basati sulla scomposizione dell'area da misurare in una somma di figure semplici (es planimetri a filo, reticole, squadrette di Beauvais) o sulla costruzione di una figura semplice equivalente[1] a quella da misurare (es. planimetro a scure):
- integratori, ossia strumenti che eseguono meccanicamente una integrazione lungo il contorno dell'area da misurare, che viene valutata tramite l'applicazione della formula di Gauss-Green (planimetri ortogonali e polari).

## Planimetro a scure

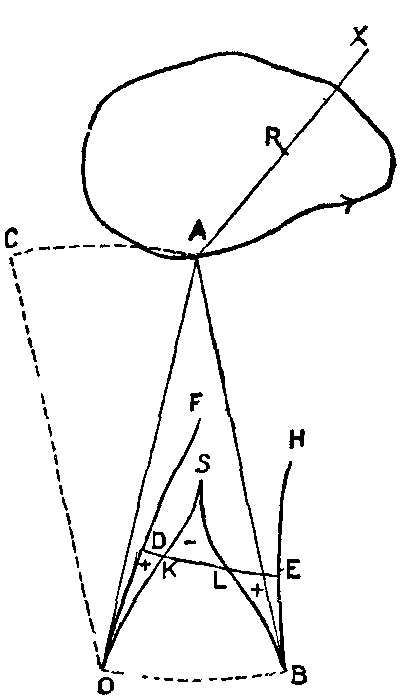
Funzionamento del planimetro a scure (H. Prytz)

Inventato in Danimarca, nel 1875, dal capitano Holger Prytz, è il planimetro costruttivamente più semplice e quindi più economico. Inoltre non richiede alcuna manutenzione. È costituito da una barra metallica piegata ad U con un'estremità appuntita (detta calcatoio) e l'altra a forma di scure, ossia una massa relativamente pesante la cui parte inferiore (quella a contatto col foglio) è sagomata come una lama leggermente arcuata e poco affilata. Spostando il calcatoio lungo il tracciato della curva che delimita l'area da misurare, anche la scure si sposta sulla superficie del foglio. Questo movimento è solo apparentemente casuale, in quanto la sua forma controlla gli spostamenti laterali. Al termine dell'operazione si misura la distanza tra le posizioni iniziale e finale del centro della scure. Questa, moltiplicata per la lunghezza dello strumento, dà una buona approssimazione dell'area della curva. L'approssimazione può essere migliorata ripetendo la misurazione in condizioni diverse (ad esempio invertendo il verso di percorrenza della curva o cambiando la posizione del planimetro) e poi eseguendo una media. Nelle versioni successive dello strumento la miglioria più consistente è l'aggiunta di una piccola impugnatura per facilitare lo spostamento del corsoio. Nonostante l'aspetto rudimentale di questo strumento, venne studiata anche la possibilità di utilizzarlo per la risoluzione numerica di equazioni differenziali e rimase in uso per lungo tempo.
Un semplice coltellino svizzero a due lame può essere utilizzato come un rudimentale planimetro a scure. Come scure si utilizza la lama più lunga, aprendola completamente. Come calcatoio si utilizza la lama più piccola, aprendola a 90 gradi.

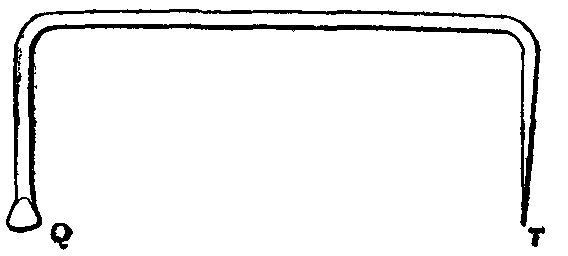
Planimetro a scure (H. Prytz)
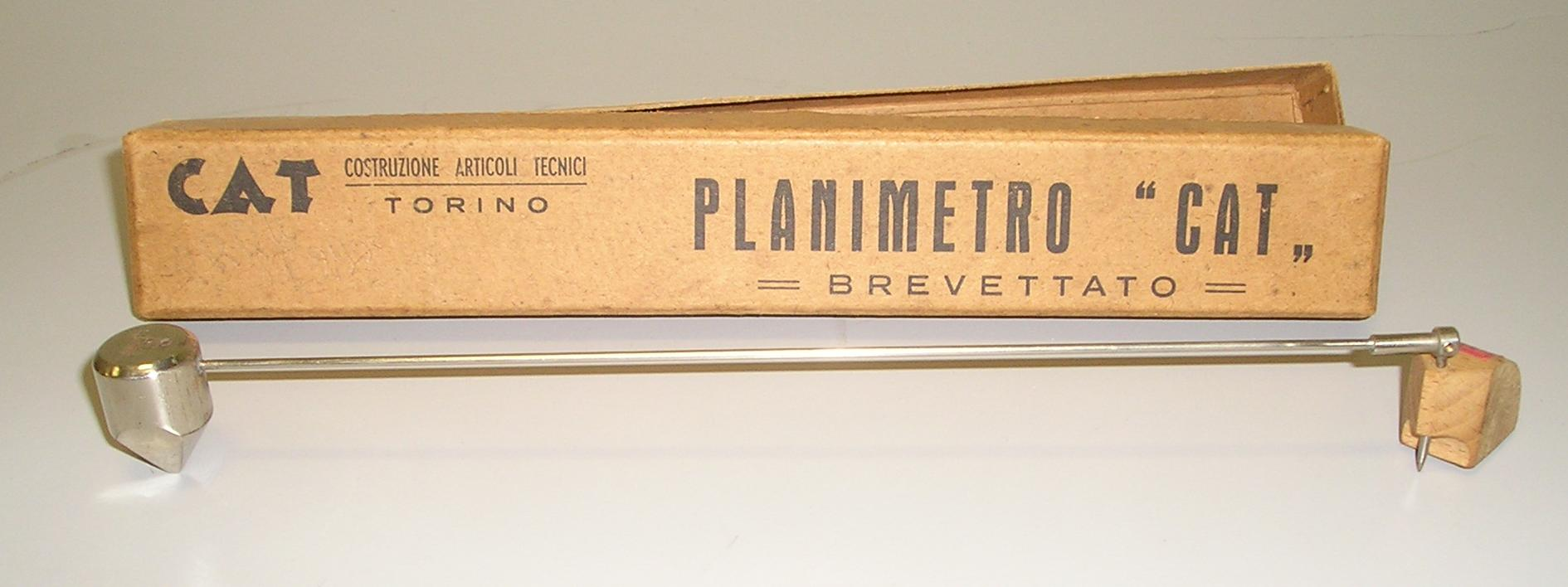
planimetro a scure CAT

## Planimetro ortogonale

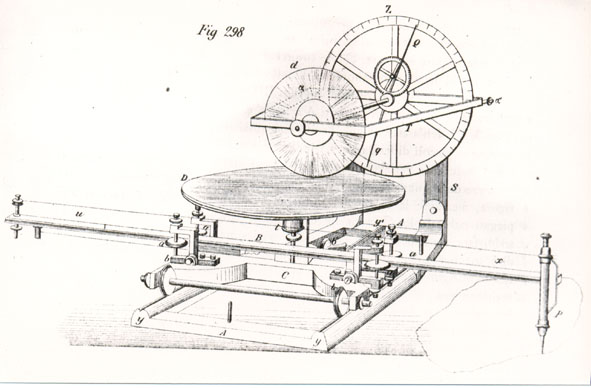
Planimetro ortogonale di Wetli costruito da Goldschmid

Il primo planimetro (di tipo ortogonale) sembra sia stato quello progettato da Johann Martin Hermann nel 1814 e costruito poi nel 1817.

A questo seguì quello del livornese Tito Gonnella (1794-1867), che nel 1825 pubblicò la propria invenzione.
Entrambi passarono quasi inosservati e si dovette aspettare il 1849/50 perché l'ingegnere svizzero Kaspar Wetli (1822-1889) potesse reinventare ed introdurre definitivamente sul mercato questo tipo di strumento. 

## Planimetro polare o di Amsler

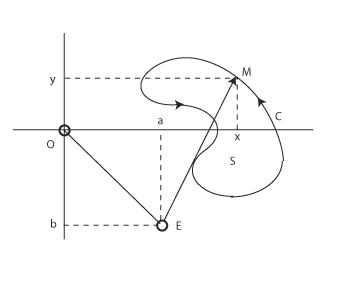
Schema di funzionamento del planimetro polare. L'estremità O rimane fissa mentre l'altra estremità M segue il contorno della figura da misurare

Il planimetro polare è quello più utilizzato e quindi diversi sono i tipi realizzati: 
- planimetro a una sola unità;
- planimetro a diverse unità;
- planimetro a pantografo;
- planimetro di Becker.

Introdotto nel 1858 dallo svizzero Jakob Amsler-Laffon, il planimetro polare è più preciso ed affidabile dei precedenti planimetri ortogonali.

Il planimetro polare viene poggiato sulla planimetria dalla quale si deve misurare l'area. 
Lo strumento consiste in un braccio snodato con un'estremità che, nella sua forma base, rimane appoggiata in posizione fissa sul foglio (polo) mentre l'altra estremità, avente una punta (non pungente, chiamata calcatoio o segnatoio), viene utilizzata dall'operatore per seguire tutto il contorno dell'area da misurare. Negli strumenti più recenti il calcatoio è sostituito da un puntatore munito di lente d'ingrandimento.
Il movimento del braccio fa girare una rotella che appoggia sul piano di lavoro. Questa, a sua volta, aziona un indicatore (piccolo cilindro graduato) la cui lettura dà un numero proporzionale all'area misurata.
Negli strumenti più precisi, la rotella appoggia su un disco che viene fatto ruotare dal movimento del braccio. In tal modo si ha un attrito più controllato (indipendente dal tipo di carta su cui è disegnata la figura) e il movimento della rotella viene amplificato.

Per la misurazione di aree più grandi, in particolare l'area sottostante al grafico di una curva, sono stati prodotti planimetri in grado di scorrere lungo una guida o montati su un carrello.

Esistevano anche planimetri per misurazioni molto particolari, ad es. aree sulla superficie di una sfera o la radice quadrata del raggio medio di una figura irregolare. Importanti anche i planimetri per il calcolo dei momenti d'inerzia o statici.
|  |  |  |  |  |  |